# Unterweid
Unterweid (Rhöner Platt: Önnerwied) ist ein Ortsteil der Stadt Kaltennordheim im Landkreis Schmalkalden-Meiningen in Thüringen.

## Geographische Lage
Unterweid ist ein Dorf der Thüringer Rhön an der hessisch-thüringischen Landesgrenze. Es liegt an der Landesstraße 1124 mit Anschluss an die Bundesstraße 278 nach Hilders und liegt im Weidtal. Nachbarorte sind Oberweid im Süden, der Stadtteil Kaltenwestheim im Osten sowie Tann im Nordwesten und Hilders im Südwesten.

## Geschichte
Am 9. Juni 795 wurde das Dorf erstmals urkundlich erwähnt (Archiv Marburg). Der Ort gehörte zum Amt Kaltennordheim der Grafschaft Henneberg, später zu Sachsen-Weimar-Eisenach (Eisenacher Oberland).
Unterweid war 1624 von Hexenverfolgungen betroffen: Margaretha Kleinpeter geriet in einen Hexenprozess und wurde verbrannt.
Am 1. Januar 2019 wurde Unterweid zusammen mit sechs weiteren Orten der Verwaltungsgemeinschaft Hohe Rhön in die Stadt Kaltennordheim eingemeindet.

## Politik
Der Gemeinderat aus Unterweid setzte sich zuletzt aus sechs Ratsfrauen und Ratsherren zusammen. Die ehrenamtliche Bürgermeisterin Christel Bittorf-Rasch wurde am 27. Juni 2004 gewählt und blieb bis zur Eingemeindung des Ortes nach Kaltennordheim im Amt. Seit dem 1. Januar 2019 fungiert sie als Ortsteilbürgermeisterin.

## Weblinks

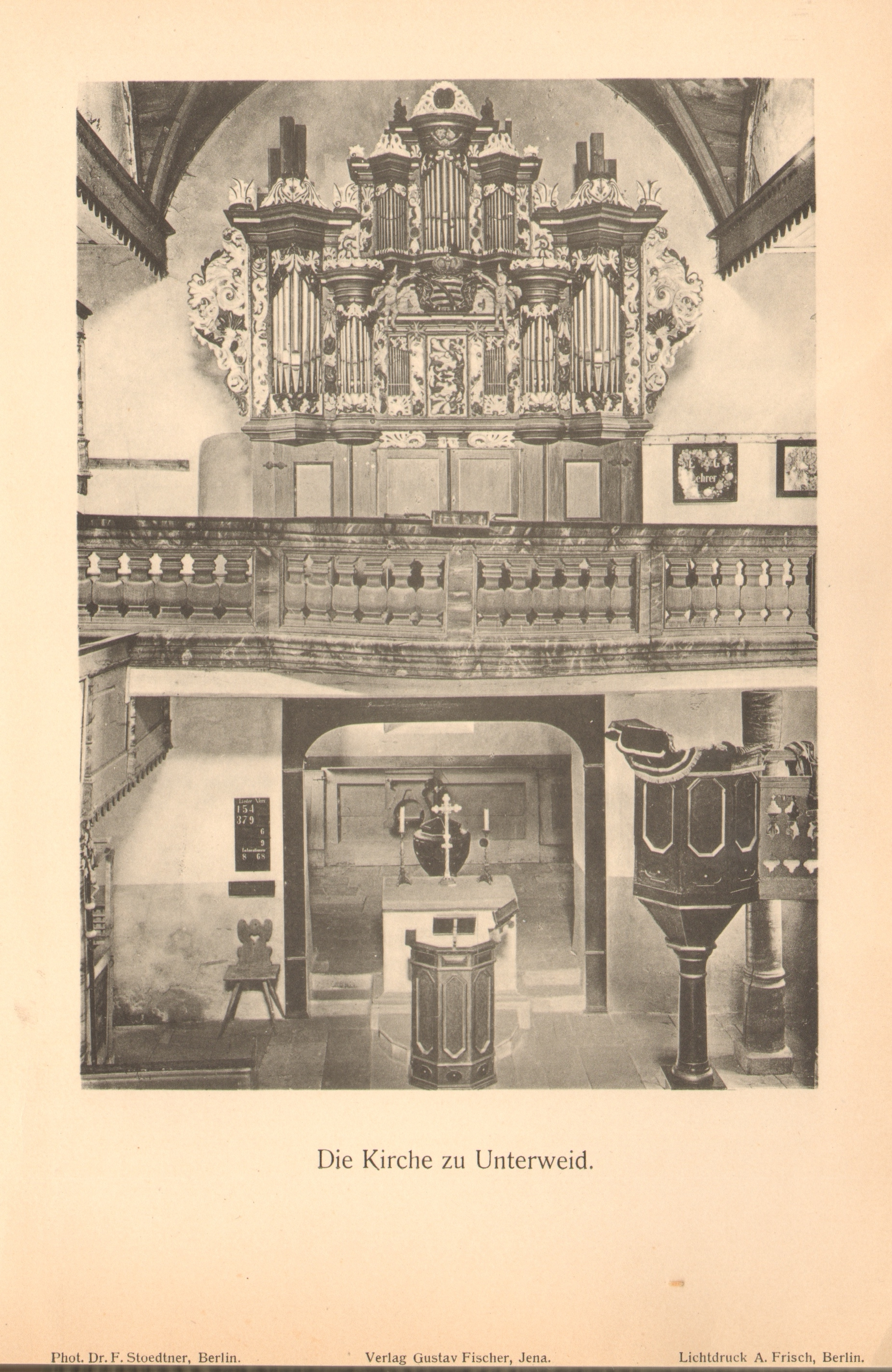
Altar der Kirche in Unterweid (um 1910)